# Guzzini Challenger 2008
Il Guzzini Challenger 2008 è stato un torneo di tennis facente parte della categoria ATP Challenger Series nell'ambito dell'ATP Challenger Series 2008. Il torneo si è giocato a Recanati in Italia dal 16 al 22 giugno 2008 su campi in cemento e aveva un montepremi di €35 000+H.

## Vincitori

### Singolare
Horacio Zeballos ha battuto in finale  Grega Žemlja con il punteggio di 6–3 6–4

### Doppio
Benedikt Dorsch /  Björn Phau hanno battuto in finale  Xin-Yuan Yu /  Zeng Shaoxuan con il punteggio di 6–3 7–5